# Svchost.exe
En la familia de los sistemas operativos Windows NT, svchost.exe ('Service Host) es un proceso del sistema que sirve u hospeda a varios servicios de Windows. La imagen ejecutable %SystemRoot%\System32\Svchost.exe (para sistemas de 32-bit) o %SystemRoot%\SysWOW64\Svchost.exe (para sistemas de 64-bit) se ejecuta en múltiples instancias, cada una hospedando uno o más servicios. Es indispensable en la ejecución de los llamados procesos de servicios compartidos, donde una agrupación de servicios pueden compartir procesos con el fin de reducir la utilización de recursos del sistema.